# Wacław Klukowski
Wacław Klukowski (ur. 14 kwietnia 1966 w Pyrzycach) – polski polityk, samorządowiec, rolnik, poseł na Sejm IV kadencji, były radny sejmiku zachodniopomorskiego.

## Życiorys

### Wykształcenie i praca zawodowa
W 1986 ukończył Technikum Mechanizacji Rolnictwa w Pyrzycach, a w 2006 studia z zakresu agrobiznesu na Akademii Rolniczej w Szczecinie. Od 1986 prowadzi własne gospodarstwo rolne (hodowla trzody chlewnej) o powierzchni 81 ha. Od 1998 do 2002 był wiceprzewodniczącym Związku Producentów Zbóż Ziemi Pyrzyckiej.
Na początku 2006 został zatrudniony w Agencji Nieruchomości Rolnych, początkowo jako doradca prezesa, potem wiceprezes. We wrześniu 2006 powołano go na p.o. prezesa tej agencji. Ze stanowisk w ANR został odwołany po powrocie Andrzeja Leppera do rządu Jarosława Kaczyńskiego. W 2007 objął stanowisko przewodniczącego rady nadzorczej ANR, później został wicedyrektorem w jednostce podległej KRUS. W 2009 wszedł w skład rady nadzorczej Wojewódzkiego Funduszu Ochrony Środowiska i Gospodarki Wodnej.

### Działalność publiczna
Należał do NSZZ „Solidarność” RI. W 1991 przystąpił do Związku Zawodowego Rolnictwa „Samoobrona”, a w 1996 także do partii Przymierze Samoobrona (od 2000 działającej jako Samoobrona RP). Zasiadł w jej radzie krajowej. Z list tej partii został w 2001 wybrany na posła IV kadencji w okręgu szczecińskim (otrzymał 7914 głosów). Wszedł do prezydium jej klubu parlamentarnego. Zasiadał w Komisji Skarbu Państwa oraz w Komisji do Spraw Unii Europejskiej.
29 listopada 2002 odszedł z Samoobrony RP i wstąpił do Polskiego Bloku Ludowego. Pełnił funkcję przewodniczącego władz wojewódzkich tej partii. Z ramienia koła poselskiego PBL w 2004 zasiadał w Parlamencie Europejskim. Był członkiem Komisji Rolnictwa i Rozwoju Obszarów Wiejskich PE). W wyborach w 2004 kandydował do PE z listy Ligi Polskich Rodzin jako przedstawiciel PBL (otrzymał 3438 głosów). W styczniu 2005 przystąpił do Prawa i Sprawiedliwości. W wyborach parlamentarnych w 2005 nie uzyskał mandatu z listy tej partii (otrzymał 1795 głosów).
W wyborach samorządowych w 2006 wybrano go do sejmiku zachodniopomorskiego. W maju 2007 wystąpił z PiS i z klubu radnych tej partii. W 2009 przystąpił do klubu radnych Platformy Obywatelskiej. W wyborach samorządowych w 2010 bez powodzenia ubiegał się o reelekcję do sejmiku z listy tej partii. Później zajął się tworzeniem struktur ugrupowania Polska Jest Najważniejsza w okręgu szczecińskim. W wyborach parlamentarnych w 2011 był liderem listy PJN do Sejmu w okręgu koszalińskim (otrzymał 934 głosy). Po decyzji o samorozwiązaniu PJN (w grudniu 2013) współtworzył Polskę Razem, został jej pełnomocnikiem na powiat pyrzycki. W marcu 2014 opuścił to ugrupowanie, reaktywując Polski Blok Ludowy (jako ugrupowanie nieformalne), którego został prezesem. W imieniu PBL zawarł porozumienie z Solidarną Polską przed wyborami do Parlamentu Europejskiego i na jego mocy był kandydatem tej partii w okręgu gorzowsko-szczecińskim (otrzymał 753 głosy). W wyborach samorządowych w tym samym roku bez powodzenia kandydował na burmistrza Pyrzyc (zajął ostatnie, 8. miejsce) oraz do rady powiatu pyrzyckiego z ramienia lokalnego komitetu. W wyborach parlamentarnych w 2015 kandydował bezskutecznie z listy partii KORWiN do Sejmu. Został jednym z liderów zarejestrowanej w 2018 Partii Chłopskiej, a także jej kandydatem na liście koalicji SLD Lewica Razem do sejmiku w wyborach w tym samym roku. Kilkanaście miesięcy później zasiadł w radzie nieformalnej organizacji Konfederacja Rolniczo-Konsumencka, działającej do 2021 w ramach Konfederacji Wolność i Niepodległość. Związał się potem z powołaną w 2022 przez środowisko KRK partią Front. W wyborach samorządowych w 2024 bezskutecznie kandydował do rady powiatu pyrzyckiego z listy Trzeciej Drogi, a w wyborach europejskich w tym samym roku był koordynatorem współtworzonego przez środowisko Frontu komitetu Głos Silnej Polski w okręgu lubusko-zachodniopomorskim.

## Życie prywatne
Jest żonaty, ma dwoje dzieci.